# Fenewytschi
Fenewytschi (ukrainisch Феневичі; russisch Феневичи Fenewitschi) ist ein Dorf im Norden der ukrainischen Oblast Kiew mit etwa 1000 Einwohnern (2001).

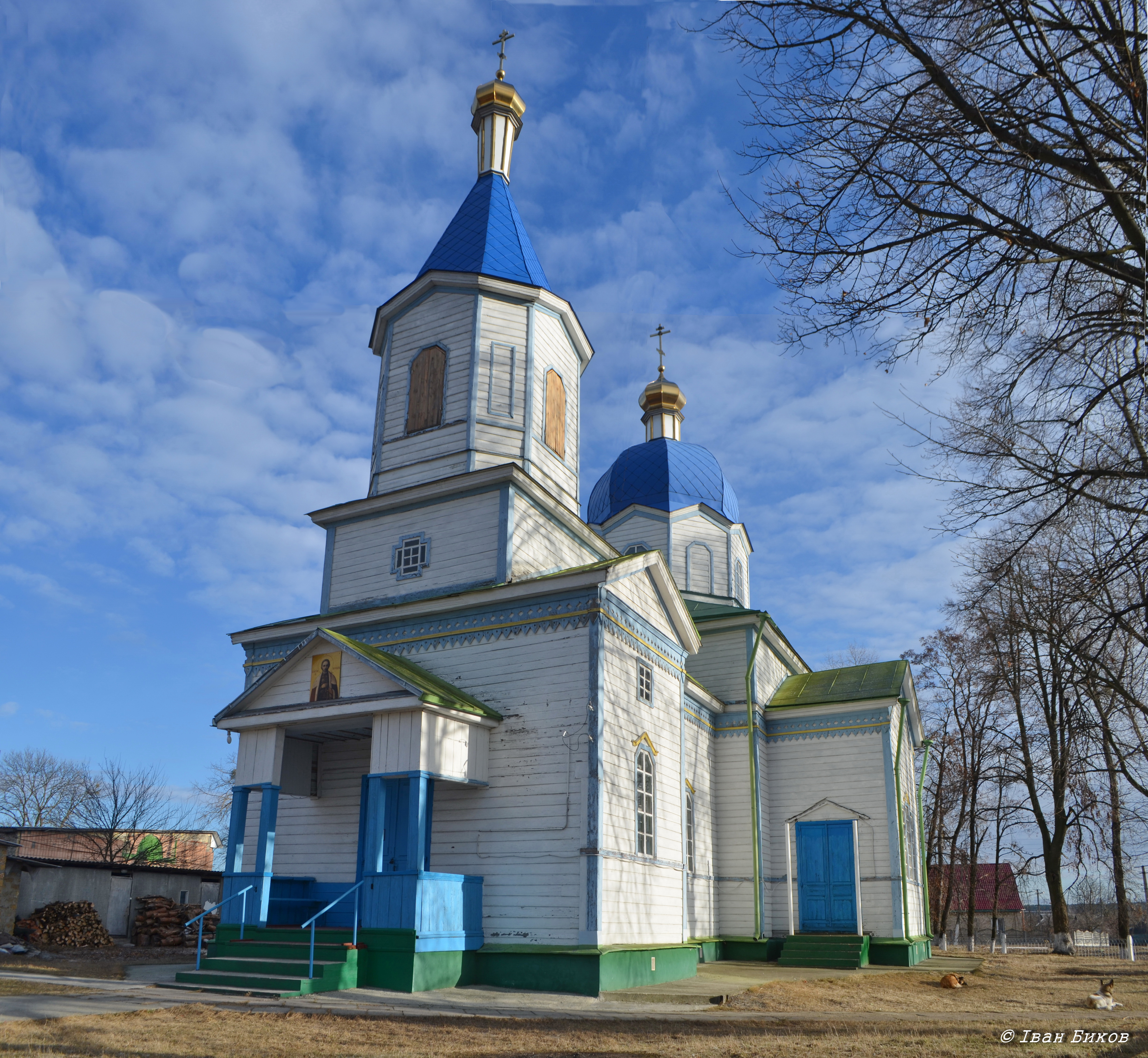
Alexander-Newski-Kirche

Das im 17. Jahrhundert erstmals schriftlich erwähnte Dorf liegt auf einer Höhe von 121 m am rechten Ufer des Sdwysch, einem 145 km langen Nebenfluss des Teteriw, 17 km südöstlich vom ehemaligen Rajonzentrum Iwankiw und 62 km nordwestlich vom Oblastzentrum Kiew. Im Dorf trifft die Territorialstraße T–10–19 auf die Regionalstraße P–02.
Im Dorfzentrum befindet sich die denkmalgeschützte Alexander-Newski-Holzkirche.
Am 12. Juni 2020 wurde das Dorf ein Teil der neugegründeten Siedlungsgemeinde Iwankiw, bis dahin bildete es zusammen mit den Dörfern Rudnja-Talska (Рудня-Тальська), Rudnja-Schpyliwska (Рудня-Шпилівська) und Sosniwka (Соснівка) die gleichnamige Landratsgemeinde Fenewytschi (Феневицька сільська рада/Fenewyzka silska rada) im Süden des Rajons Iwankiw.
Am 17. Juli 2020 kam es im Zuge einer großen Rajonsreform zum Anschluss des Rajonsgebietes an den Rajon Wyschhorod.